# Édith Masson
Œuvres principales
- Des carpes et des muets
- Ceux des lisières

Édith Masson est une écrivaine française, née le 24 mai 1967 à Verdun.

## Biographie
Édith Masson a grandi à  Liny-devant-Dun dans la Meuse. Elle est la fille de Pierre Masson et Arlette Guillaume. Elle est professeur de lettres et documentaliste, et vit aujourd’hui dans la région de Bordeaux.
À partir de 2012, elle fait paraître ses poèmes dans les revues Diérèse, Décharge, Triages, La Piscine et Le festival permanent des mots. Parmi les auteurs qui ont compté dans son parcours, on peut citer Arthur Rimbaud, Pierre Reverdy, les moralistes ou encore les romanciers russes.
Au printemps 2016, Elle publie son premier recueil de poèmes Landschaft / Le Décor.
Elle participe de janvier 2016 à fin 2020, à l'édition de la collection des cahiers d'artistes Voleur de Feu avec l'artiste peintre William Mathieu. C'est avec ce dernier qu'elle publie en décembre 2016 le cahier "Ce que disent les pies" dans cette collection. La même année, elle fait paraître Sables, un recueil d'art de poésie élaboré avec l'artiste Sophie Rousseau.
En octobre 2016, elle publie son premier roman Des carpes et des muets ,,aux Éditions du Sonneur. Sous la forme d'un roman policier, cet excellent ouvrage est l'étude sociétale d'un village secoué par la découverte d'un sac empli d'ossements. Le 6 novembre 2017, Édith Masson remporte pour ce premier roman, le 88e prix Erckmann-Chatrian,,,, surnommé le "Goncourt lorrain".
En 2017, elle fait paraître un nouveau recueil de poèmes : Fatum.
Son second roman, Ceux des lisières aux éditions Le Réalgar, paraît le 23 février 2023.

## Publications

### Poésie

#### Poèmes publiés en revues
À partir de 2012, sur :
- Diérèse
- Décharge, n°163 (septembre 2014)
- Triages, n°27 (mai 2015)
- La Piscine, n°0 (mars 2016)
- Le festival permanent des mots, n°9 (mars 2016)

#### Recueils
- Landschaft / Le Décor aux Editions des Vanneaux - Bordeaux , collection L'Ombéllie, 2016  (ISBN 978-2371290662) (recueil de poésie)
- Sables  dans la revue numérique Ce qui reste  (ISSN 2497-2363), octobre 2016 (recueil d'art et poésie avec l'artiste Sophie Rousseau)
- Ce que disent les pies - Cahier d'artistes "Voleur de feu" n° 5, décembre 2016 (recueil d'art et poésie avec l'artiste William Mathieu)
- Fatum aux Editions Pré#carré - n° 95 - mars 2017 - Bordeaux (recueil de poésie)

### Romans
- Des carpes et des muets, Les Éditions du Sonneur, octobre 2016  (ISBN 978-2-37385-041-3) - prix Erckmann-Chatrian 2017
- Ceux des lisières, Éditions Le Réalgar, février 2023  (ISBN 249156047X)

## Distinctions
- 2017 : 88e prix Erckmann-Chatrian pour Des carpes et des muets